# مقاطعة كلاي (نبراسكا)
مقاطعة كلاي (بالإنجليزية: Clay County)‏ هي إحدى مقاطعات ولاية نبراسكا في الولايات المتحدة الأمريكية.